# Элбер, Паулу
Паулу Элбер Роза Рибейру (порт. Paulo Helber Rosa Ribeiro; 28 июня 1992, Варжинья, Минас-Жерайс, Бразилия) — восточнотиморский футболист бразильского происхождения, полузащитник.

## Клубная карьера
Воспитанник клуба «Барретус», за него начал выступать на полупрофессиональном уровне в восьмом дивизионе Бразилии. В 2012 году перешёл в восточнотиморский клуб «Дили Юнайтед». В 2013 году присоединился к клубу Лиги Паулисты 2 «Монти Азул». На следующий год отправился на понижение в клуб «Интер» из Бебедору. В 2015 году подписал контракт с клубом Премьер-лиги Лаоса «Ланексанг Интра». В составе клуба выиграл серебряные медали чемпионата. Летом перешёл в клуб Второго дивизиона Гонконга «Хэппи-Вэлли». Зимой 2016 года присоединился к индонезийскому «Бхаянгкара». Дебютировал 15 мая в гостевом матче с «Арема Кронус», выйдя в стартовом составе. В 2017 году перешёл в сяомыньский клуб «Монте-Карло». В составе клуба стал вице-чемпионом Макао. Зимой 2018 года присоединился к мальдивскому клубу «Юнайтед Виктори».

## Карьера в сборной
Выступал за молодёжную сборную Восточного Тимора. За первую сборную дебютировал 5 октября 2012 года в матче Чемпионата АСЕАН со сборной Камбоджи, выйдя в стартовом составе. 19 января 2017 АФК заявила, что Элбер и ещё 11 бразильских футболистов не имеют права выступать за Восточный Тимор.

## Достижения

### Клубные

#### «Ланексанг Интра»
- Вице-чемпион Лаоса: 2015

#### «Монте-Карло»
- Вице-чемпион Макао: 2017